# Ropin' the Wind
Albums de Garth Brooks
No Fences
(1990) Beyond the Season
(1992)
Singles
1. Rodeo
Sortie : 1991
2. Shameless
Sortie : 1991
3. What She's Doing Now
Sortie : 1991
4. Papa Loved Mama
Sortie : 1992
5. The River
Sortie : 1992

Ropin' the Wind est le troisième album studio du chanteur américain de country Garth Brooks publié le 2 septembre 1991 par Liberty Records et qui s'est vendu à près de 15 millions d'exemplaires aux États-Unis, étant ainsi quatorze fois disque de platine. Il l'est également cinq fois au Canada avec plus de 500 000 ventes. Il se classe premier des classements de ventes de ces deux pays.

## Liste des chansons
| No  | Titre                | Auteur                                   | Durée |
| --- | -------------------- | ---------------------------------------- | ----- |
| 1.  | Against the Grain    | Bruce Bouton, Larry Cordle, Carl Jackson | 2:22  |
| 2.  | Rodeo                | Larry Bastian                            | 3:53  |
| 3.  | What She's Doing Now | Pat Alger, Garth Brooks                  | 3:26  |
| 4.  | Burning Bridges      | Stephanie C. Brown, Garth Brooks         | 3:35  |
| 5.  | Which One of Them    | Garth Brooks                             | 2:39  |
| 6.  | Papa Loved Mama      | Kim Williams, Garth Brooks               | 2:51  |
| 7.  | Shameless            | Billy Joel                               | 4:19  |
| 8.  | Cold Shoulder        | Kent Blazy, Kim Williams, Garth Brooks   | 3:55  |
| 9.  | We Bury the Hatchet  | Royal Wade Kimes, Garth Brooks           | 3:05  |
| 10. | In Lonesome Dove     | Cynthia Limbaugh, Garth Brooks           | 4:48  |
| 11. | The River            | Victoria Shaw, Garth Brooks              | 4:25  |

## Certifications
| Pays                  | Certification | Unités certifiées |
| --------------------- | ------------- | ----------------- |
| Australie (ARIA)      | Platine       | 70 000            |
| Canada (Music Canada) | 5 × Platine   | 500 000           |
| États-Unis (RIAA)     | 14 × Platine  | 14 000 000        |